# Congrès universel d'espéranto de 1929
Pour un article plus général, voir Congrès universel d'espéranto.
Le congrès universel d’espéranto de 1929 est le 21e congrès universel d’espéranto, organisé en août 1929, à Budapest en Hongrie. 